# Miroslava (okręg Jassy)
Miroslava – wieś w Rumunii, w okręgu Jassy, w gminie Miroslava. W 2011 roku liczyła 2221 mieszkańców.